# Lapageria
Lapageria је род биљака пењачица из јужног Чилеа. Род припада фамилији Philesiaceae, а обухвата само једну врсту — Lapageria rosea . Позната и под именом чилеански звончић (и чилеанским „copihue"), ова врста је национални цвет Чилеа.